# Saw V
(Tagline del film)
Saw V, conosciuto anche col titolo Saw V - Non crederai ai tuoi occhi in Italia è un film thriller-horror del 2008 diretto da David Hackl, quinto capitolo della serie di Saw. Il film ha debuttato negli USA in prima mondiale il 24 ottobre 2008 ed è uscito nelle sale italiane il 5 dicembre 2008.

## Trama
Prima degli eventi di Saw I e tra gli eventi di Saw III e Saw IV. Seth Baxter, assassino condannato all'ergastolo per l'omicidio della sorella del Det. Mark Hoffman che ha però scontato soli 5 anni per un cavillo legale, è incatenato a un tavolo mentre un gigantesco pendolo sul quale è montata un'enorme lama gli penzola sopra e un videomessaggio di Billy gli spiega che l'unica via di salvezza è premere un bottone all'interno di due presse che gli schiacceranno le mani ma, nonostante Seth faccia ciò che gli è stato detto, il pendolo non si ferma e così l'uomo muore mentre Hoffman, che ha imitato il metodo di Jigsaw, lo osserva da lontano e poi, chiamato a indagare sul caso, insabbia tutto. Per questo motivo, poco dopo, Hoffman viene rapito da John Kramer che, dopo avergli rimproverato di non aver concesso a Baxter alcuna possibilità di salvarsi (il suo scopo è recuperare i soggetti testati mentre quello di Hoffman era la vendetta), lo giudica riprovevole e lo pone di fronte ad una scelta: fargli da assistente oppure pagare per il suo crimine quando verrà divulgato il suo coinvolgimento nella morte di Baxter; dopo un iniziale tentennamento, Hoffman accetta di diventare l'assistente di Kramer dal rapimento di Paul Leahy fino alla morte di John per mano di Jeff Reinhart.
Contemporaneamente alla fine di Saw III e Saw IV. Mentre il Det. Hoffman, all'arrivo dei soccorsi, esce dal Gideon Meatpacking con in braccio Corbett Reinhart, l'agente speciale dell'FBI Peter Strahm trova un passaggio segreto e un audio-messaggio di Jigsaw che lo avvisa di accontentarsi di aver trovato il suo corpo e di non procedere nell'edificio ma Strahm ignora l'avvertimento, si addentra nel passaggio segreto e, così, viene tramortito da una persona con una maschera da maiale che lo rinchiude con la testa in una teca di vetro alla quale sono attaccati due tubi che immettono acqua nella stessa e, per evitare l'annegamento, l'uomo si pratica una rudimentale tracheotomia bucandosi la gola con una penna salvandosi e uscendo anche lui dall'edificio davanti a un Hoffman stupefatto. 
Poco dopo. Mentre Jill Tuck [Betsy Russell] riceve una misteriosa scatola dall'esecutore testamentario del marito e Strahm, scosso per la morte dell'agente speciale Perez, che prima di morire per le ferite causate dall'esplosione del pupazzo Billy ha fatto il nome di Hoffman, inizia a indagare in autonomia e scopre che Hoffman ha ucciso Baxter per poi diventare complice di Jigsaw ancora prima di Amanda, Hoffman, dopo esser stato promosso tenente proprio il giorno in onore della memoria degli agenti uccisi da Jigsaw (gli ufficiali Steven Sing, David Tapp e Daniel Rigg e i detective Allison Kerry ed Eric Matthews), manipola le indagini inducendo l'agente speciale Dan Erickson, capo di Strahm, a credere che il complice di Jigsaw sia quest'ultimo.
Nel frattempo, 5 persone - la vice-presidentessa di una società immobiliare Brit Steddison, il ricco drogato e nullafacente Mallick Scott, la responsabile del piano urbanistico locale Luba Gibbs, il giornalista investigativo Charles Saumn e l'ispettrice anti-incendio Ashley Kazon - legate tra di loro dalla morte di 8 persone in un incendio (Mallick ha accettato di dar fuoco a un edificio in cambio di droga, Ashley, Luba e Charles hanno accettato soldi rispettivamente per redigere un rapporto falso, concedere i permessi e insabbiare l'inchiesta e Brit ha messo in moto la speculazione edilizia) si risvegliano in un laboratorio e, per sopravvivere, dovranno completare, entro 60 minuti, delle prove agendo in modo contrario a quanto l'istinto suggerirebbe loro. Durante la prima prova muore Ashley (nessuno fa in tempo a aprire il collare e viene decapitata), nella seconda Charles, dopo aver cercato di uccidere Mallick, viene lasciato morire da Luba (viene colpito dalle bombe di chiodi perché i cunicoli sono solo tre), nella terza Luba, dopo aver cercato di uccidere Mallick, viene uccisa da Brit per risolvere il test (usa il suo corpo per completare il circuito), nella quarta Brit e Charles, che devono riempire una vasca col loro sangue, scoprono, grazie alla presenza di 5 spazi, che il vero scopo del gioco era aiutarsi a vicenda e sopravvivere tutti (nella prima le chiavi dei collari erano uguali e ne bastava una per aprirli tutti, nella seconda i tre cunicoli erano abbastanza grandi per ospitare più d'una persona, nella terza se ognuno dei cinque avesse subito una piccola scossa nessuno sarebbe dovuto morire per completare il circuito), e poi, data l'imponente perdita di sangue, svengono per poi venir ritrovati da Erickson che ha seguito il segnale del cellulare di Strahm messo lì da Hoffman.
Mentre Erickson fa spiccare un mandato d'arresto per Strahm, giunto nei sotterranei di una casa, trova un audiomessaggio di Jigsaw che lo esorta a fidarsi di lui e a entrare in una grande teca in plexiglass ma l'agente, raggiunto da Hoffman, ci fa cadere dentro l'avversario e così, mentre la teca si sposta fino a esser parallela al pavimento, la porta della stanza si chiude e le pareti della stanza cominciano ad avvicinarsi finendo per stritolare Strahm.

## Produzione
Il film è stato scritto da Patrick Melton e Marcus Dunstan; entrò in pre-produzione nel corso del dicembre 2007, dopo Natale. Le riprese iniziarono il 17 marzo 2008 a Toronto e si conclusero il 2 maggio 2008.
Il regista David Hackl ha dichiarato che alcune trappole erano potenzialmente in grado di uccidere l'attore coinvolto in essa; per questo motivo numerosi paramedici sono stati presenti sul luogo delle riprese. Hackl, scherzando, ha dichiarato che le trappole sarebbero veramente come le vorrebbe l'Enigmista, se esistesse davvero.
Il 24 luglio 2008, Saw V è stato ufficialmente presentato al concorso Comic-con, tenutosi a San Diego: sono stati trasmessi 4 minuti del film e il Trailer Ufficiale.

### Anticipazioni
Prima dell'uscita del film nelle sale, erano state rivelate delle anticipazioni, alcune delle quali rivelatesi poi infondate. Nel corso di un'intervista a IGN, Patrick Melton ha rivelato che il film spiegherà ciò che è accaduto a Corbett, la figlia di Lynn Denlon e Jeff Reinhart, in seguito alla conclusione di Saw III - L'enigma senza fine in cui viene menzionato che lei è rimasta con una riserva di aria limitata. Questo capitolo infatti non si presenta come ultimo della serie ma è, come i precedenti, una successione di flashback, nei quali verrà spiegata la vita dell'Enigmista, che ormai morto non sarà presente se non in alcune scene. Sarà il detective Hoffman a continuare i giochi. Corbett viene salvata proprio da Hoffman, che finge di scampare alle trappole di Jigsaw per passare da eroe eliminando ogni scomodo testimone del suo operato.
In un'intervista Tobin Bell (John Kramer) ha rivelato che Saw V avrebbe raccontato le origini di Billy, la marionetta a bordo del triciclo rosso apparsa anche durante Saw III, ma il mistero sul fantoccio è rimasto insoluto.
In un'intervista del 13 giugno 2007, Tobin Bell ha dichiarato che non sarebbe sorpreso se dovesse essere narrata, di nuovo, la vicenda di Cecil Adams, magari sotto altri aspetti. Si pensa anche ad una spiegazione approfondita sui pezzi di carne prelevati da vittime in forma di un puzzle, anche se l'unico riferimento ipotizzabile è quello nel quale il riabilitatore dichiara, in una scena del film, che tutti i personaggi fanno parte di un disegno preciso, come i pezzi che compongono appunto un puzzle.
Il regista ha inoltre rivelato che Scott Patterson, ossia l'agente Strahm, potrebbe essere collocato in una trappola che Hackl ha definito "la più pericolosa e la più elegante nella sua semplicità". Strahm viene difatti ucciso nel finale del film in una camera le cui mura sono composte da una pressa.
Ci saranno, comunque, un totale di sette trappole in questo film, in seguito ridotte a sei.
Nel DVD di Saw IV, Darren Lynn Bousman ha dichiarato che la trappola della cassa di vetro, che è stata originariamente prevista per il film precedente, sarà ulteriormente filmata in Saw V. La trappola di vetro è stata solo mostrata, come assaggio, ma non utilizzata in Saw IV: comporrà la scena finale del film.
Il film è molto violento: sono presenti infatti numerose scene splatter e horror molto forti ed esplicite, tanto che il film è stato vietato ai minori di 14 anni in Italia.

## Accoglienza

### Critica
Sul sito Rotten Tomatoes ottiene il 13% delle recensioni professionali positive, basato su 75 recensioni, mentre su Metacritic ottiene un punteggio di 20 su 100.
Su IMDb detiene una valutazione di 5,8 su 10. 

## Seguiti
Il successivo capitolo della serie, Saw VI, è stato diretto da Kevin Greutert, il montatore di tutti i film della serie e regista anche del settimo capitolo Saw 3D - Il capitolo finale, anch'esso uscito come tutti i film precedenti nel giorno di Halloween.
Gli sceneggiatori sono stati ancora Marcus Dunstan e Patrick Melton, gli stessi di Saw IV e Saw V.
Su MTV è andato in onda un programma, Scream Queens, in cui fu scelta una dei personaggi del nuovo capitolo della serie, ruolo poi vinto da Tanedra Howard.